# Клементьев, Владимир Алексеевич
Владимир Алексеевич Клементьев (4 января 1956, Ленинград, РСФСР, СССР) — советский футболист, нападающий, Мастер спорта СССР (1978).

## Биография
Воспитанник школы «Смена». Карьеру начал в 1973 году в ленинградском «Динамо», в котором проходил срочную службу.
С 1976 по 1988 годы выступал за «Зенит», в составе которого стал чемпионом в 1984 году. Практически все годы выступления в «Зените» он являлся основным игроком команды. Лишь в 1980-81 годах по причине болезни, которую врачи никак не могли диагностировать и вылечить, он пропустил достаточно много матчей.
Трижды становился лучшим бомбардиром «Зенита» в сезоне. Привлекался к играм за олимпийскую сборную СССР в 1983 году — сыграл 2 матча, забил 1 гол.
В 1988 году покинул «Зенит». Сначала вернулся в ленинградское «Динамо», затем вместе с Анатолием Давыдовым поиграл в тольяттинской «Ладе». Заканчивал карьеру в «Кировце». В тренеры не пошёл, поскольку не имел специального спортивного образования.
Работал на станции техобслуживания «Шувалово-Авто» в отделе продаж новых автомобилей «Лада». После помогал своим друзьям — бывшим коллегам по Зениту (Казаченку и Голубеву) в различных клубах. Работал в ФК «Светогорец»: спортивным директором в 2001—2002, тренером в 2003.
С 2006 — тренер «Зенита-2».